# Douro (subregione)
Il Douro è una subregione statistica del Portogallo, parte della regione Nord, che comprende parte del distretto di Bragança, del distretto di Vila Real, del distretto di Viseu e del distretto di Guarda. Confina a nord con l'Alto Trás-os-Montes, ad est con la Spagna, a sud con la Beira Interna Nord e il Dão-Lafões e ad ovest con il Tâmega.

## Suddivisioni
Comprende 19 comuni:
- Alijó
- Armamar
- Carrazeda de Ansiães
- Freixo de Espada à Cinta
- Lamego
- Mesão Frio
- Moimenta da Beira
- Penedono
- Peso da Régua
- Sabrosa
- Santa Marta de Penaguião
- São João da Pesqueira
- Sernancelhe
- Tabuaço
- Tarouca
- Torre de Moncorvo
- Vila Flor
- Vila Nova de Foz Côa
- Vila Real